# Loveridgea ionidesii
Loveridgea ionidesii — вид плазунів з родини амфісбенових (Amphisbaenidae). Мешкає в Танзанії. Вид названий на честь британського натураліста Константіна Джона Філіпа Іонідеса.

## Поширення і екологія
Loveridgea ionidesii поширені на півдні Танзанії, поблизу кордону з Мозамбіком. Вони живуть в саванах та в галерейних лісах. Зустрічаються на висоті до 1200 м над рівнем моря. Ведуть риючий спосіб життя. Є живородними.